# Volleybalvereniging Apollo 8 2020-2021
Questa voce raccoglie le informazioni riguardanti il Volleybalvereniging Apollo 8 nelle competizioni ufficiali della stagione 2020-2021.

## Organigramma societario
Area direttiva
- Presidente: Martin Reesink

Area tecnica
- Primo allenatore: Bart Oosting, Thijs Oosting

## Rosa
| N° | Nome                | Ruolo | Data di nascita   | Nazionalità sportiva |
| -- | ------------------- | ----- | ----------------- | -------------------- |
| 1  | Fleur Meinders      | P     | 13 agosto 2001    | Paesi Bassi          |
| 2  | Tess de Vries       | O     | 21 marzo 2001     | Paesi Bassi          |
| 3  | Kim Klein Lankhorst | P     | 5 luglio 2002     | Paesi Bassi          |
| 4  | Emma Bredewoud      | S     | 4 novembre 1998   | Paesi Bassi          |
| 5  | Juliët Huisman      | S     | 30 luglio 1999    | Paesi Bassi          |
| 6  | Marije ten Brinke   | C     | 19 aprile 2004    | Paesi Bassi          |
| 7  | Rianne Vos          | S     | 12 agosto 2000    | Paesi Bassi          |
| 8  | Florien Reesink     | L     | 9 giugno 1998     | Paesi Bassi          |
| 9  | Esther Huls         | O     | 8 luglio 1995     | Paesi Bassi          |
| 10 | Carlijn Koebrugge   | C     | 7 gennaio 1998    | Paesi Bassi          |
| 11 | Eline Gommans       | C     | 2 luglio 1994     | Paesi Bassi          |
| 12 | Daphne Knijff       | S     | 22 maggio 1996    | Paesi Bassi          |
| 13 | Floor Steenwelle    | L     | 29 settembre 2003 | Paesi Bassi          |
| 14 | Lisa Louwrink       | S     | 3 agosto 2004     | Paesi Bassi          |

## Statistiche

### Statistiche di squadra
| Competizione          | Punti | In casa | In casa | In casa | In trasferta | In trasferta | In trasferta | Totale | Totale | Totale |
| Competizione          | Punti | G       | V       | P       | G            | V            | P            | G      | V      | P      |
| --------------------- | ----- | ------- | ------- | ------- | ------------ | ------------ | ------------ | ------ | ------ | ------ |
| Eredivisie            | 21/12 | 6       | 4       | 2       | 9            | 6            | 3            | 15     | 10     | 5      |
| Coppa dei Paesi Bassi | -     | 0       | 0       | 0       | 2            | 2            | 0            | 3      | 3      | 0      |
| Totale                | -     | 6       | 4       | 2       | 11           | 8            | 3            | 18     | 13     | 5      |